# Refugi Chacaltaya

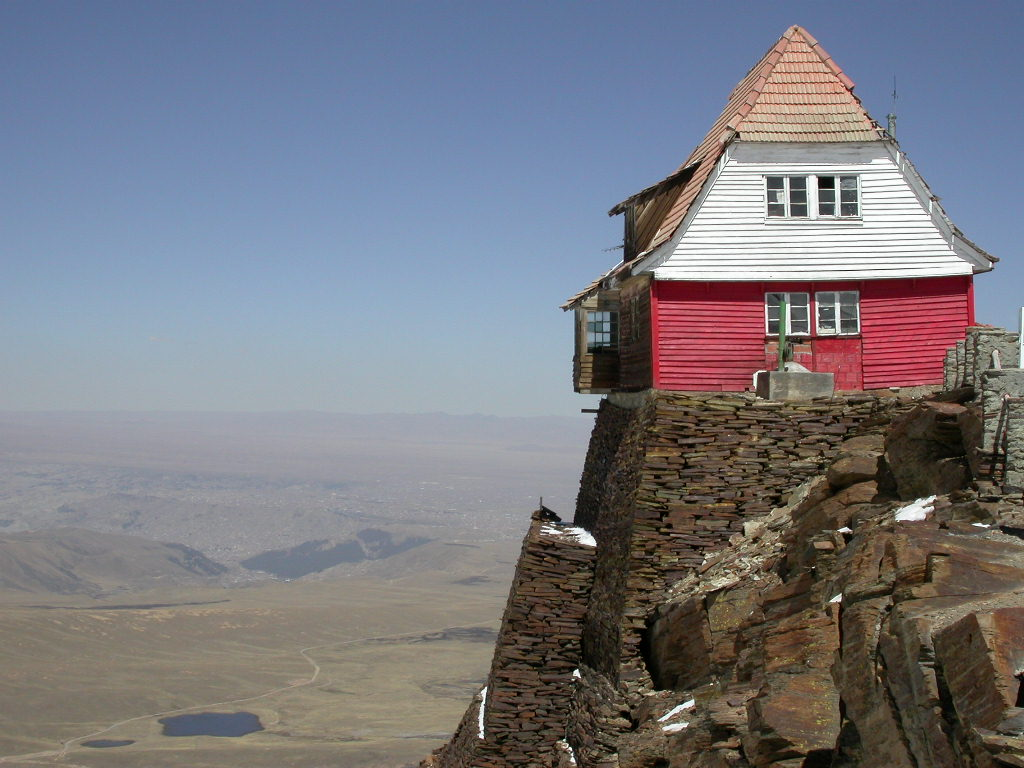
Refugi Chacaltaya amb la ciutat de La Paz al fons

El refugi Chacaltaya és un refugi de muntanya i estació d'esquí als Andes de Bolívia a 5.220 m d'altitud. Està situat a un dels vessants del pic de Chacaltaya (5.395 m) de la Serralada Reial.
El lloc és molt conegut i visitat atès que és el punt de partida de les pistes d'esquí alpí més altes del món que es troben sobre una glacera prop d'aquest cim. En els darrers anys les pistes són tancades a causa de la desaparició de la glacera any rere any i estudiat exhaustivament com un exemple del canvi climàtic en l'hemisferi sud. Amb tot, el refugi és molt visitat pel turisme, ja que es troba a només una hora de cotxe La Paz. En poc més de mitja hora es pot grimpar fins al cim del Chacaltaya amb bon camí i accedir a una vista sobre una gran part de la Serralada Reial, sobretot el Nevado Illimani, l'Huayna Potosí i el Condoriri. Tot pujant al refugi es pot igualment observar l'altiplà bolivià, el llac Titicaca i, en dies clars i de bona visibilitat, es poden veure els núvols que recobreixen els Yungas (part amazònica de Bolívia), així com, els volcans Nevado Sajama (punt culminant de Bolívia), Parinacota i Pomerape.
Ben prop del refugi hi ha el centre de recerca de l'Observatori de Física Còsmica utilitzat per diverses universitats d'arreu del món en l'estudi dels raigs gamma.
A causa de l'altitud extrema i de les condicions climàtiques molt rudes es fa difícil agafar-hi el son i els turistes ocasionals no hi solen fer nit.